# Ordine di Zayed
L'Ordine di Zayed è la massima onorificenza degli Emirati Arabi Uniti. È conferita in genere soltanto a capi di stato. È dedicata a Zayed bin Sultan Al Nahyan, fondatore e primo presidente degli Emirati Arabi Uniti.

## Classi
L'Ordine dispone dell'unica classe di collare.

## Insegne
- L'insegna è costituita da una stella d'oro a sette punte, che ha al centro un disco bianco con una scritta in arabo; il disco è delimitato da un cerchio d'oro decorato con diamanti e rubini. La stella è appesa ad una catena d'oro da portare al collo.
- Il nastro è bianco composto da quattro strisce di colore nero, bianco, rosso e verde e ha bordi gialli.

## Insigniti
1. Naruhito (23 gennaio 1995) - ex Principe ereditario del Giappone[1][2]
2. Joseph Blatter (27 novembre 2003) - Presidente della FIFA[3]
3. Tamim bin Hamad al-Thani (6 gennaio 2005) - Principe della corona del Qatar[4]
4. Hamad bin Isa Al Khalifa (2 febbraio 2005) - Re del Bahrein[5]
5. Sabah IV al-Ahmad al-Jabir Al Sabah (13 marzo 2006) - Emiro del Kuwait[6]
6. Pervez Musharraf (25 gennaio 2007) - Presidente del Pakistan[7]
7. Gurbanguly Berdimuhamedow (26 agosto 2007) - Presidente del Turkmenistan[8]
8. Vladimir Putin (10 settembre 2007) - Presidente della federazione Russa[9]
9. Juan Carlos I di Spagna (maggio 2008) - ex Re di Spagna
10. Michel Suleiman (10 febbraio 2009) - Presidente del Libano[10]
11. Elisabetta II del Regno Unito (25 novembre 2010) - Regina del Regno Unito e dei reami del Commowealth[11]
12. Beatrice dei Paesi Bassi (9 gennaio 2012) - ex Regina dei Paesi Bassi[12]
13. Muhammad VI del Marocco (6 maggio 2015) - Re del Marocco[13]
14. Salman dell'Arabia Saudita (3 dicembre 2016) - Re dell'Arabia Saudita[14]
15. Xi Jinping (20 luglio 2018) - Presidente della Repubblica Popolare Cinese[15]
16. Abiy Ahmed Ali (24 luglio 2018) - Primo ministro dell'Etiopia[16]
17. Isaias Afewerki (24 luglio 2018) - Presidente dell'Eritrea[16]
18. Narendra Modi (4 aprile 2019) - Primo ministro dell'India[17]
19. Haytham bin Tariq Al Sa'id (27 settembre 2022) - Sultano dell'Oman[18]
20. Recep Tayyip Erdoğan (19 luglio 2023) - Presidente della Turchia[19]
21. Sergio Mattarella (23 febbraio 2025) - Presidente della Repubblica Italiana[20]